# Herbert Karlsson
Herbert Karlsson (Göteborg, 9 de agosto de 1896 –– Göteborg, 12 de outubro de 1952) foi um futebolista sueco.
Karlsson iniciou sua carreira defendendo inexpressivas equipes locais do futebol sueco, tendo como primeiro grande clube o Göteborg, que na época era bicampeão nacional. No seu segundo ano no clube, viria a conquistar seu único título durante sua passagem de cinco anos, o campeonato sueco. Ainda nesse mesmo ano, também receberia suas primeiras convocações para a seleção sueca, participando dos Jogos Olímpicos de 1920, no qual terminou como artilheiro com nove gols.
Mesmo sendo a primeira grande estrela do Göteborg, Karlsson emigrou em 1922 para os Estados Unidos, onde passou a defender o New York Vikings, que disputava apenas a liga regional. Dois anos após sua chegada, assinou com o Indiana Flooring, que disputava a liga estadunidense. Mesmo defendendo o Flooring, participou em 1927 de uma excursão com sua antiga equipe, os Vikings, à Escandinávia. Em seu retorno, descobriu que sua equipe, o Flooring, havia sido vendida para Charles Stoneham, sendo nomeada para Nationals e transferida para Nova Iorque. E, posteriormente, após três anos, renomeada novamente, desta vez para New York Giants (Stoneham era o dono do famoso clube de futebol americano também). Após um total de sete anos defendendo o clube, que inicialmente era Indiana Florring e no final New York Giants, Karlsson se aposentou. No total pelo clube, Karlsson marcou 114 gols em 268 partidas.